# Churchill (Somerset)
Churchill is een civil parish in het bestuurlijke gebied North Somerset, in het Engelse graafschap Somerset met 2235 inwoners.